# Gunnar Asplund
Gunnar Erik Asplund (ur. 22 września 1885 w Sztokholmie, zm. 20 października 1940 tamże) – architekt szwedzki.
Jego budynki reprezentowały styl neoklasycystyczny, jednak od lat 20. XX wieku, zmierzały ku coraz bardziej geometrycznej, funkcjonalnej formie, ulegając wpływom europejskiego modernizmu.
W latach 1917–1920 był wydawcą pisma „Arkitektur”.
W latach 1931–1940 pracował jako profesor na wydziale architektury Politechniki w Sztokholmie.
Swoje najważniejsze dzieła stworzył w Sztokholmie:
- kino Skandia (1922-1923),
- biblioteka miejska (1924-1927)
- laboratorium bakteriologiczne (1933-1937),
- rozbudowa ratusza w Göteborgu (1934-1937).
- cmentarz leśny (tam też został pochowany) i krematorium (1940), we współpracy z Sigurdem Lewerentzem